# Zimbabue en los Juegos Olímpicos de Atlanta 1996
Zimbabue estuvo representado en los Juegos Olímpicos de Atlanta 1996 por un total de 13 deportistas, 12 hombres y una mujer, que compitieron en 6 deportes.
El portador de la bandera en la ceremonia de apertura fue el atleta Tendai Chimusasa. El equipo olímpico zimbabuense no obtuvo ninguna medalla en estos Juegos.